# Guernesey (race bovine)
Pour les articles homonymes, voir Guernesey.
La guernesey est une race bovine anglo-normande.

## Origine
Elle appartient au rameau celte. Comme son nom l'indique, elle est originaire de l'île de Guernesey dans la Manche. Elle résulte du croisement ancien entre la froment du Léon et la cotentine, ancêtre de la Normande, amenées sur l'île par des moines chargés d'instaurer une agriculture rentable sur l'île par Robert, duc de Normandie. Elle y a été élevée en stricte autarcie depuis les environs de l'an mil. Encore aujourd'hui, il est interdit d'introduire d'autres races dans l'île. 
Elle a été exportée en Grande-Bretagne, puis aux États-Unis. Sans avoir des effectifs élevés, elle est présente dans beaucoup de pays, notamment anglo-saxons. En 1997, l'effectif était de 22 000 vaches et 75 taureaux dont 25 disponibles en insémination artificielle. Sur le territoire britannique, les effectifs ont été touchés lors de la crise de l'ESB et des troupeaux entiers ont dû être abattus.

## Morphologie

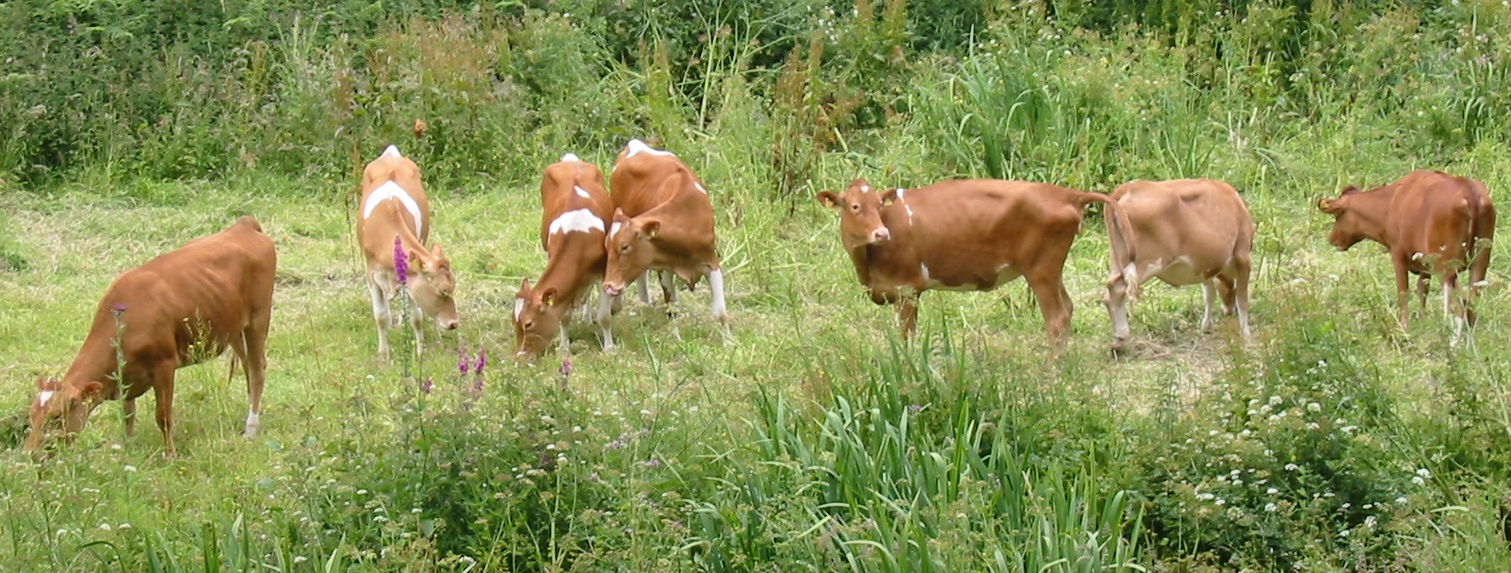
Des guernesiaises à Guernesey

Cette vache porte une robe pie avec des taches froment à rouge. Ses muqueuses sont claires et ses cornes courtes et relevées. 
Sa taille est moyenne (1,30 m pour la vache et 1,35 m pour le taureau) et sa masse légère (450 à 500 kg pour la vache et 600 à 700 kg pour le mâle).

## Qualités

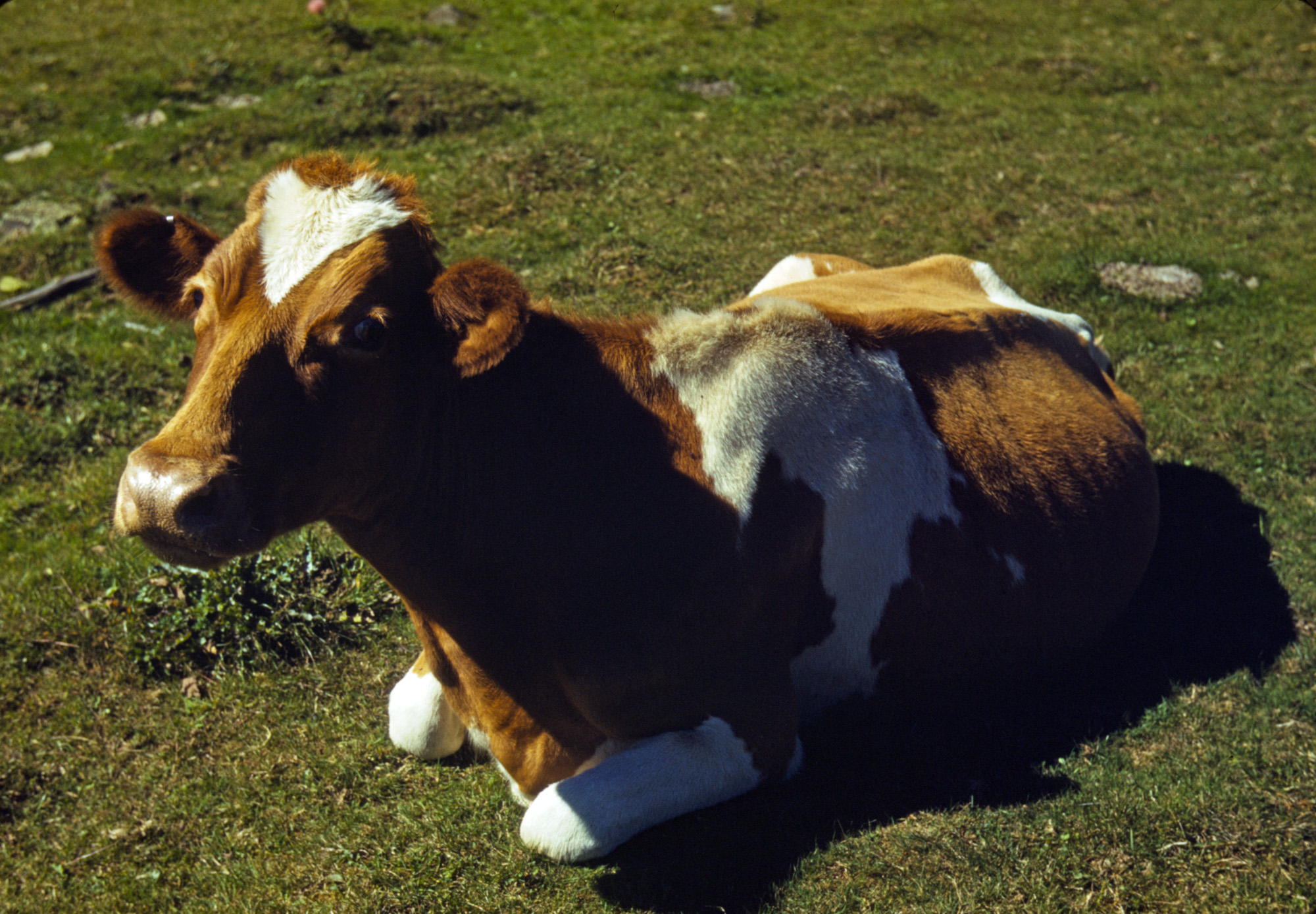

C'est une race laitière comme toutes celles du rameau celtique. Sa production laitière est bonne, autour de 7 000 kg par lactation, mais est surtout recherchée pour la richesse de son lait, en particulier pour la fabrication de fromage et de beurre de couleur dorée grâce à sa teneur en carotène. Son lait est aussi un des plus riches en calcium. 
Elle est rustique en zone humide et transforme bien le fourrage même médiocre, mais est aussi très productive en élevage intensif. Elle est précoce, fertile et vêle sans problème. Elle a une bonne longévité.